# Vera Krépkina
Vera Krépkina (rus: Вера Самуиловна Крепкина)  (Kotélnitx, 16 d'abril de 1933 - Kíiv, 25 d'abril de 2023), posteriorment de casada Kalàixnikova, fou una atleta russa, especialista en curses de velocitat i salt de llargada que va competir sota bandera soviètica durant les dècades de 1950 i 1960.
Durant la seva carrera esportiva va prendre part en tres edicions dels Jocs Olímpics d'Estiu, el 1952, 1956 i 1960. En les tres ocasions fou quarta en la prova dels 4x100 metres relleus i quedà eliminada en semifinals en els 100 metres. El 1960, a Roma, va donar la sorpresa en la prova del salt de llargada, una especialitat que havia començat a practicar poc temps abans dels Jocs, i en què guanyà la medalla d'or amb un millor salt de 6,37 metres per davant de la defensora del títol olímpic, Elżbieta Krzesińska, i l'aleshores posseïdora del rècord del món, Hildrun Claus. El 1960 va ser guardonada amb l'Orde de Lenin.
En el seu palmarès també destaquen dues medalles d'or en els 4x100 metres al Campionat d'Europa d'atletisme de 1954 i 1958, i una de plata en els 100 metres el 1958. Fou membre de l'equip soviètic que el 1956 va establir el rècord del món en els 4x100 metres relleus i el 1958 igualà el rècord del món dels 100 metres. Durant la seva carrera guanyà vuit títols soviètics, tres en els 100 metres (1952, 1957 i 1958), un en els 200 metres (1952); tres en els 4x100 metres (1952, 1960 i 1965) i un en els 4x200 metres (1952). Un cop retirada va exercir d'entrenadora de nens a Ucraïna.

## Millors marques
- 100 metres. 11.3" (1958)
- 200 metres. 23.9" (1956)
- Salt de llargada. 6,37 metres (1960)[6]